# Dyffryn Ardudwy
Dyffryn Ardudwy (Predloga:IPA-cy; ) je vas, skupnost in volilni okraj na območju Ardudwy v Gwynedd v Walesu. Obsega več majhnih, skoraj združenih vasi, vključno s Coed Ystumgwern, Llanenddwyn (), Llanddwywe, Talybont in Dyffryn Ardudwy. Nahaja se ob glavni obalni cesti A496 med Harlechom in Barmouthom. Po popisu leta 2011 je imela občina 1540 prebivalcev.

## Geografija
Vas Dyffryn Ardudwy stoji ob obalni cesti A496 med mestoma Harlech in Barmouth ter ob vznožju Moelfreja, ki je del pogorja Rhinogydd. Vas ima železniško postajo in dolgo peščeno plažo, obdano s peščenimi sipinami. Skozi območje skupnosti teče reka Afon Ysgethin, ki jo prečkata dva zelo stara mostova: Pont Scethin in Pont Fadog.

## Zgodovina
V vasi in okolici je več prazgodovinskih kromlehov, ki so nekatere od najzgodnejših grobnic, postavljenih na teh otokih. Grobnica v Dyffryn Ardudwyju iz okoli leta 4000 pr. n. št. ima dve ločeni komori. Ena od teh je tip, znan kot portalni dolmen. Za podlago je bila uporabljena ravna plošča na pobočju gore, ki jo je obdajalo več drugih plošč, stranskih kamnov in hrbtnih kamnov. Na vrh je bil postavljen zaključni kamen, okrog treh strani pa je bila zgrajena majhna jajčasta grmada iz kamnov. Četrta stran je bila portal in je imela majhno preddverje. Tu so izkopali jamo in vanjo formalno razporedili več ploščatih kamnov, različne črepinje vsaj štirih posod, oglje in zemljo. Jamo so nato napolnili z materialom iz grmade in nasip dokončali.
Blizu Dyffryn Ardudwyja je avenija, ki jo je zgradila mogočna rodbina Vaughan (ki je imela ključno vlogo pri postavitvi Henrika VII. na prestol leta 1485), da bi povezala njihovo družinsko graščino Cors-y-gedol (Bog gostoljubja), z družinsko kapelo. Obstoječi dvorec je bil zgrajen leta 1576. To je hiša stopnje zaščite II*, postavljena v parku, ki je označen kot II. stopnja v Cadw/ICOMOS registru parkov in vrtov posebnega zgodovinskega pomena v Walesu. V bližini stoji grobišče Cors-y-gedol sredi mesta starodavnih polj in naselbin, območje pa ponuja čudovit razgled na zaliv Cardigan.
Cerkev sv. Dwyweja v Llanddwyweju, znotraj skupnosti Dyffryn Ardudwy, je bila zgrajena na starodavni gomili, ki je na koncu ravne črte, ki ji sledi cesta do dvorane Cors-y-gedol. Ta črta poteka naravnost in zvesto do grmade na strani Moelfreja in domneva se, da je to prazgodovinska stvaritev, ki jo je ustvaril človek in se nanaša na poletni solsticij, ne pa novejši dodatek. Cerkev je zaščitena stavba razreda II.

## Objekti
V vasi je železniška postaja, ki jo povezuje Cambrijska proga. Vas je imela golf klub od začetka do sredine 20. stoletja. Vas je dom Boys Brigade West Midland District Camping Center. To omogoča počitnice za mlade iz vsega Združenega kraljestva.

## Izobraževanje
Ysgol Gynradd Dyffryn Ardudwy zagotavlja osnovnošolsko izobraževanje v valižanščini Dyffrynu Ardudwyju in bližnji vasi Tal-y-bont. Leta 2022 je bilo na šolo vpisanih 83 učencev. Leta 2022 je bilo približno 23 % šoloobveznih učencev iz valižansko govorečih domov.
Kar zadeva srednješolsko izobraževanje, je vas v okolišu Ysgol Ardudwy v Harlechu.

## Galerija
- Obrobje grobne komore
- Pogled na grobnico
- Dvorec Cors-y-gedol okoli leta 1780
- Cors-y-gedol
- Pogrebna komora Cors-y-gedol